# Knockin' on Heaven's Door
Knockin' on Heaven's Door är en sång skriven av Bob Dylan och återfinns på albumet Pat Garrett & Billy the Kid; det är ett av soundtracken till filmen med samma namn från 1973. Den släpptes även som singel och nådde 12:e plats på Billboardlistan. Låten förekommer även på Biograph, CD 3.
Dylan har framfört låten live över 450 gånger och den finns i olika utföranden med på livealbumen Before the Flood och MTV Unplugged. Den finns också med på flera samlingsalbum, däribland Bob Dylan's Greatest Hits Volume 3 och The Essential Bob Dylan.
Coverversioner i varierande stilar har gjorts av en mängd olika artister, däribland Roger McGuinn, Eric Clapton, Grateful Dead, Jerry Garcia, The Sisters of Mercy, Guns N' Roses, Roger Waters, Wyclef Jean, Avril Lavigne, Bon Jovi, Dolly Parton, Warren Zevon, Kal P. Dal och Antony & the Johnsons. Kal P. Dal 1978 med text på skånska skriven av honom själv som Knabbar på himelens dörr .
2004, när tidningen Rolling Stone listade 500 Greatest Songs of All Time, hamnade "Knockin' on Heaven's Door" på plats 190. I en uppdaterad lista återfinns den på plats 192.

## Album
- Pat Garret & Billy the Kid - 1973
- Before the Flood - 1974
- Masterpieces - 1978
- At Budokan - 1979
- Biograph - 1985
- Dylan & the Dead - 1988
- The 30th Anniversary Concert Celebration - 1993
- Bob Dylan's Greatest Hits Volume 3 - 1994
- MTV Unplugged - 1995
- The Essential Bob Dylan - 2000
- The Best of Bob Dylan - 2000
- Dylan - 2007

## Listplaceringar

### Bob Dylan
| Lista (1973-1974)       | Topplacering |
| ----------------------- | ------------ |
| Australien (Go Set)     | 10           |
| Irland                  | 9            |
| Kanada (RPM)            | 12           |
| Norge (VG-lista)        | 3            |
| Storbritannien          | 14           |
| Sverige (Kvällstoppen)  | 5            |
| Sverige (Tio i topp)    | 1            |
| USA (Billboard Hot 100) | 12           |
| Västtyskland            | 50           |

### Guns N' Roses
| Lista (1992-1993) | Topplacering |
| ----------------- | ------------ |
| Australien        | 12           |
| Frankrike         | 7            |
| Nederländerna     | 1            |
| Norge             | 6            |
| Nya Zeeland       | 12           |
| Schweiz           | 5            |
| Storbritannien    | 2            |
| Sverige           | 10           |
| Österrike         | 3            |

### Fotnoter
1. ↑  http://www.bobdylan.com/us/songs
2. ↑  ”It Ain't Me Babe: The Bob Dylan Cover Lists - Knockin' On Heaven's Door”. Arkiverad från originalet den 14 juni 2018. https://web.archive.org/web/20180614222552/http://www.bjorner.com/songsk.htm#_Knockin'_On_Heaven's. Läst 9 december 2008.
3. ↑  https://www.rollingstone.com/music/music-lists/500-greatest-songs-of-all-time-151127/bob-dylan-knockin-on-heavens-door-58373/
4. ↑  ”Listplacering”. https://gosetcharts.com/1973/19731215.html. Läst 8 maj 2021.
5. ↑  ”Listplacering”. http://irishcharts.ie/search/placement?page=1&search_type=title&placement=Knocking+On+Heaven%27s+Door. Läst 8 maj 2021.
6. ↑  ”Listplacering”. https://www.bac-lac.gc.ca/eng/discover/films-videos-sound-recordings/rpm/Pages/image.aspx?Image=nlc008388.100213&URLjpg=http%3a%2f%2fwww.collectionscanada.gc.ca%2fobj%2f028020%2ff4%2fnlc008388.100213.gif&Ecopy=nlc008388.100213. Läst 8 maj 2021.
7. ↑  ”Listplacering”. http://norwegiancharts.com/showitem.asp?interpret=Bob+Dylan&titel=Knockin%27+On+Heaven%27s+Door&cat=s. Läst 31 juli 2014.
8. ↑  ”Bob Dylan Chart History” (på engelska). The Official UK Charts Company. https://www.officialcharts.com/artist/28513/bob-dylan/. Läst 8 maj 2021.
9. ↑  Hallberg, Eric (1993). Kvällstoppen i P3 (1:a uppl.). ISBN 91-630-2140-4
10. ↑  Hallberg, Eric (1998). Tio i topp - med de utslagna på försök 1961-74 (1:a uppl.). ISBN 91-972712-5-X
11. ↑  ”Billboard, Listplacering”. https://www.billboard.com/music/bob-dylan/chart-history. Läst 8 maj 2021.
12. ↑  ”Charts Surfer – Söktjänst”. http://www.charts-surfer.de/. Läst 8 maj 2021.
13. ↑  ”Listplacering”. http://australian-charts.com/showitem.asp?interpret=Guns+N%27+Roses&titel=Knockin%27+On+Heaven%27s+Door&cat=s. Läst 31 maj 2011.
14. ↑  ”Listplacering”. http://lescharts.com/showitem.asp?interpret=Guns+N%27+Roses&titel=Knockin%27+On+Heaven%27s+Door&cat=s. Läst 31 maj 2011.
15. ↑  ”Listplacering”. http://dutchcharts.nl/showitem.asp?interpret=Guns+N%27+Roses&titel=Knockin%27+On+Heaven%27s+Door&cat=s. Läst 31 maj 2011.
16. ↑  ”Listplacering”. http://norwegiancharts.com/showitem.asp?interpret=Guns+N%27+Roses&titel=Knockin%27+On+Heaven%27s+Door&cat=s. Läst 31 maj 2011.
17. ↑  ”Listplacering”. Arkiverad från originalet den 30 september 2013. https://web.archive.org/web/20130930010616/http://charts.org.nz/showitem.asp?interpret=Guns+N%27+Roses&titel=Knockin%27+On+Heaven%27s+Door&cat=s. Läst 31 maj 2011.
18. ↑  ”Listplacering”. http://hitparade.ch/showitem.asp?interpret=Guns+N%27+Roses&titel=Knockin%27+On+Heaven%27s+Door&cat=s. Läst 31 maj 2011.
19. ↑  ”Guns N Roses Chart History” (på engelska). The Official UK Charts Company. https://www.officialcharts.com/artist/15737/guns-n-roses/. Läst 8 maj 2021.
20. ↑  ”Listplacering”. http://swedishcharts.com/showitem.asp?interpret=Guns+N%27+Roses&titel=Knockin%27+On+Heaven%27s+Door&cat=s. Läst 8 maj 2021.
21. ↑  ”Listplacering”. http://austriancharts.at/showitem.asp?interpret=Guns+N%27+Roses&titel=Knockin%27+On+Heaven%27s+Door&cat=s. Läst 31 maj 2011.